# Antonio Porchia
Antonio Porchia (* 13. November 1885 in Conflenti (Kalabrien); † 9. November 1968) war ein argentinischer Schriftsteller (Lyriker) italienischer Herkunft.
Als sein Vater bei einem Arbeitsunfall 1900 verstarb, wanderte Antonio Porchia nach Argentinien aus. Seinen Lebensunterhalt verdiente er sich in den verschiedensten Berufen, u. a. in einer Druckerei und später als Hafenarbeiter. Weltekannt wurde er mit seinem Werk „Voces“, einer Sammlung von Aphorismen, das er in spanischer Sprache veröffentlichte.
Durch die begeisternde Erstübersetzung ins Französische durch Roger Callois Ende der 1940er Jahre gewann Antonio Porchia für René Char, Raymond Queneau, André Breton, Henry Miller u. a. Kultstatus. Späterhin folgte die Übersetzung ins Englische durch den Schriftsteller W. S. Merwin. Aber auch Enrique Banchs, Alejandra Pizarnik, Jorge Luis Borges und maßgeblich Roberto Juarroz sowie Laura Cerrato bestätigten Antonio Porchias Einfluss auf ihr Werk.
Benedikt Erenz empfiehlt Buchhändlern, diese poetischen „Denkbilder“ von Antonio Porchia unter „Weltliteratur“ einzuordnen und lobt einfühlsam die hiesigen Entdecker und Übersetzer: „Juana und Tobias Burghardt haben Antonio Porchia jetzt der deutschen Sprache anvertraut.“

## Werke (Auswahl)
- Voces completas – Gesammelte Stimmen Tropen-Verlag, Berlin 2005 (Imprint von Klett-Cotta, Stuttgart). Herausgegeben, aus dem argentinischen Spanisch und mit einem Nachwort von Juana und Tobias Burghardt, ISBN 3-932170-72-5.[3]
- Voces abandonadas – Verlassene Stimmen. Tropen-Verlag, Berlin 2002. Herausgegeben, aus dem argentinischen Spanisch und mit einem editorischen Nachwort von Juana und Tobias Burghardt. Mit einem Essay von Laura Cerrato, ISBN 3-932170-58-X.
- Voces – Stimmen. Tropen-Verlag, Köln 1999. Herausgegeben und aus dem argentinischen Spanisch von Juana und Tobias Burghardt. Mit einem Essay von Roberto Juarroz, ISBN 3-932170-20-2.
- Voces nuevas – Neue Stimmen. Edition 350 (Verlag der Kooperative Dürnau), Dürnau 1995/Edition Delta, Stuttgart 1995, ISBN 3-88861-107-5.[4]